# De kanonnen van augustus
De kanonnen van augustus is een militair geschiedenisboek geschreven door Barbara Tuchman. Het beschrijft, na een informatief overzicht van de op gebiedsuitbreiding of op revanche gerichte ideeën zoals die leefden in militaire en regeringskringen na 1870, vooral de gebeurtenissen van de laatste weken voor en de eerste maand van de Eerste Wereldoorlog.
Het boek richt zich op de geschiedenis vanaf de Duitse oorlogsverklaring aan Frankrijk tot het moment waarop het Duitse offensief vastloopt. Het focust zich in de eerste plaats op het Westelijk front, maar schenkt ook ruim aandacht aan het Oostelijk front, waar Duitsland een Russische invasie tracht te stoppen. In de marge heeft Tuchman het ook over de gebeurtenissen in de Middellandse Zee. De oorlog in de Balkan laat ze zo goed als helemaal links liggen, zoals ook de impact van de maatschappelijke bewegingen gedurende de voorgeschiedenis, met name de onrust door en binnen het zich ontwikkelende socialisme.
In 1963 kreeg Tuchman voor dit boek de Pulitzerprijs voor literatuur in de categorie non-fictie.

## Invloed van het boek
De Amerikaanse president John F. Kennedy was een bewonderaar van het boek. Hij gaf alle leden van zijn kabinet en militaire staf een exemplaar ervan en beval hen om het te lezen. Kennedy leerde van het boek hoe een snelle escalatie van gebeurtenissen kon leiden tot een wereldoorlog.